# Yū Asakawa
Pour les articles homonymes, voir Yū.
Yū Asakawa (浅川 悠, Asakawa Yū, née à Tōkyō le 20 mars 1975), est une seiyū (doubleuse japonaise). Elle est connue pour avoir fourni la voix nécessaire à la création du vocaloid Luka Megurine. 
Elle est aussi chanteuse solo, et a participé aux chansons des Hinata Girls dans l'anime Love Hina. Elle fut mariée au chanteur et doubleur Showtaro Morikubo de 2007 à 2009.

## Rôles notables
- Megurine Luka dans la série des Vocaloid
- Sheris dans les Chroniques de la guerre de Lodoss
- Priss S. Asagiri dans Bubblegum Crisis: Tokyo 2040
- Rider dans Fate/stay Night
- Jura Basil Elden dans Vandread
- Motoko Aoyama dans Love Hina, Love Hina Again
- Nagi Kirima dans Boogiepop Phantom
- Shinobu Miwa dans RahXephon
- Jingle' dans Hamtaro
- Catherine Deboucoillet dans St. Luminous Mission High School
- Carrera dans Viper GTS
- Sakaki dans Azumanga Daioh
- Tsugumi Higashijujo dans Cyber Team in Akihabara
- Eiko dans DearS
- Itoko Osakabe dans School rumble
- Mavi dans Luminous Arc
- Riserva Chianti dans Galaxy Angel (jeu vidéo uniquement)
- Natose dans Kimi ga Aruji de Shitsuji ga Ore de (They are My Noble Masters)
- Rosamia Badam dans Mobile Suit Zeta Gundam : A New Translation
- Fûka dans Naruto Shippuden
- Leone dans Red Eyes Sword: Akame ga Kill!
- Rolf dans Fire Emblem: Radiant Dawn
- Rolf et Mia dans Fire Emblem Heroes